# 만주국 제사부

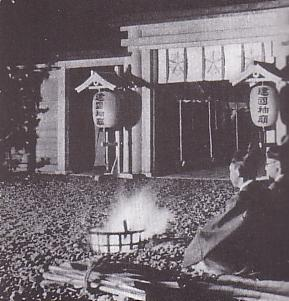
건국신묘 진좌제

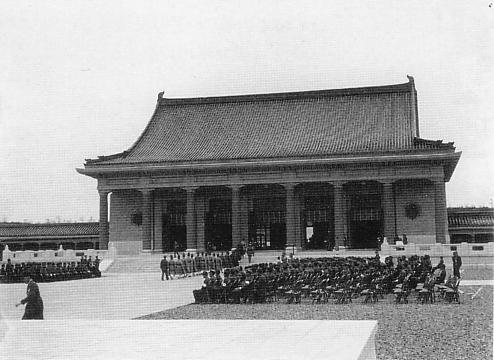
건국충영묘

만주국 제사부(滿洲國祭祀府)는 만주국 황제의 직할기관이다.

## 개요
1940년(강덕 7년)에 설치된 기관으로, 동년 7월에 창건된 건국신묘(建國神廟)와 건국충영묘(建國忠靈廟)의 제사와 건조물의 관리를 임무로 하였다.

## 역대 제사부 총재
- 하시모토 도라노스케(橋本虎之助)

## 같이 보기
- 건국신묘
- 건국충영묘